# Sredozemna zelenevica
Sredozemna zelenevica ili Divlja zelena devica (lat. Lestes barbarus) je vrsta vodene device iz porodice Lestidae.

## Opis
Dužina tela se kreće od 40-45 mm, dok je dužina zadnjeg krila oko 25 mm. Bleđih je boja i nešto veći od ostalih pripadnika ovog roda. Prepoznatljiva karakteristika Lestes barbarus jetse dvobojna pterostigma (smeđa i žuta do bela). Antehumeralne pruge kao i strane S9-10 segmenata su svetlo žute.
Trbuh oba pola je zeleno-oker i nešto svetliji od ostalih vrsta iz ovog roda. Krila su providna sa karakterističnom, dvobojnom pterostigmom, što je jasno razlikuje od ostalih vrsta ovog roda kod nas. Mlade jedinke su svetle i karakteristična pterostigma im nije odmah dvobojna.
- Kopula

## Rasprostranjenje
Ovo je vrsta južne Evrope, koja se dramatično proširila u sjevernoj Evropi od sredine devedesetih godina. Prvi put je stigla do Velike Britanije 2002. godine, a proširila se na istok do Mongolije i severne Kine. Možde biti odsutna sa nekog područja duži niz godina, da bi iznenada uspostavila velike kolonije.
Ova vrsta je prisutna u sledećim državama: Albanija; Alžir; Austrija; Belorusija; Belgija; Bosna i Hercegovina; Bugarska; Kina; Hrvatska; Kipar; Češka; Francuska; Nemačka; Grčka; Mađarska; Iran; Izrael; Italija; Jordan; Kazahstan; Kirgistan; Litvanija; Makedonija, Bivša Jugoslovenska Republika; Moldavija; Mongolija; Crna Gora; Maroko; Nizozemska; Poljska; Portugal; Rumunija; Ruska Federacija; Srbija; Slovačka; Slovenija; Španija; Švajcarska; Tadžikistan; Tunis; Turska; Turkmenistan; Ukrajina; Uzbekistan.

## Stanište
Naseljava područja koja presušuju na leto. Čest je na vlažnim livadama i plitkim barama. 

## Životni ciklus
Ženke ove vrste polažu jaja ubušujući ih u tkivo suberznih biljaka. U sadijumu jajeta provode nepovoljno doba godine. Iz jaja se izležu larve koje se razvijaju oko dva meseca i iz kojih se izležu odrasle jedinke ostavljajući egzuviju na priobalnim biljkama.

## Sezona letenja
Period leta je od kraja marta do oktobra.